# Karl Hagemann (Politiker, 1891)
Karl Hagemann (* 26. Mai 1891 in Wilna, Russland; † 26. Januar 1972) war ein deutscher Widerstandskämpfer gegen den Nationalsozialismus, Verlagsleiter und Politiker in der DDR. Der Nationalpreisträger der DDR war von 1956 bis 1961 stellvertretender Minister für Kultur.

## Leben
Hagemann, Sohn eines Musikers, erlernte nach dem Schulbesuch den Beruf des Buchbinders. Im Jahr 1905 wurde er Mitglied der SAJ, 1907 Mitglied der SPD. 1909 nahm er an einem Lehrgang an der Akademie für Graphische Künste in Leipzig teil und ging danach auf Wanderschaft.
In den Jahren 1910 bis 1914 war Hagemann Angestellter der Leipziger Spamerschen Buchbinderei. 1915 wurde er eingezogen und kämpfte im Ersten Weltkrieg. 1918/19 war er Mitglied des Soldatenrats von Luzk in der Ukraine. Im Jahr 1919 kehrte er nach Leipzig zurück, nahm seine Anstellung in der Buchbinderei wieder auf und wechselte zur Kommunistischen Partei Deutschlands (KPD).
Wegen seiner Teilnahme am Mitteldeutschen Aufstand 1920/21 wurde er nach dessen Niederschlagung vom Landesgericht Dresden wegen „Beihilfe zum Hochverrat“ zu 18 Monaten Gefängnis verurteilt. Er trat seine Haft in Bautzen an, kam jedoch aufgrund einer Amnestie noch im selben Jahr wieder frei.
Im Jahr 1921 wechselte Hagemann als Sachbearbeiter zur Sowjetischen Handelsvertretung. In den Jahren 1924 bis 1928 war er Vertreter einer Großbuchbinderei in Berlin, von 1928 bis 1945 Teilhaber und Geschäftsführer der Fa. Berliner Buchgewerbe Nitz und Hagemann in Berlin.

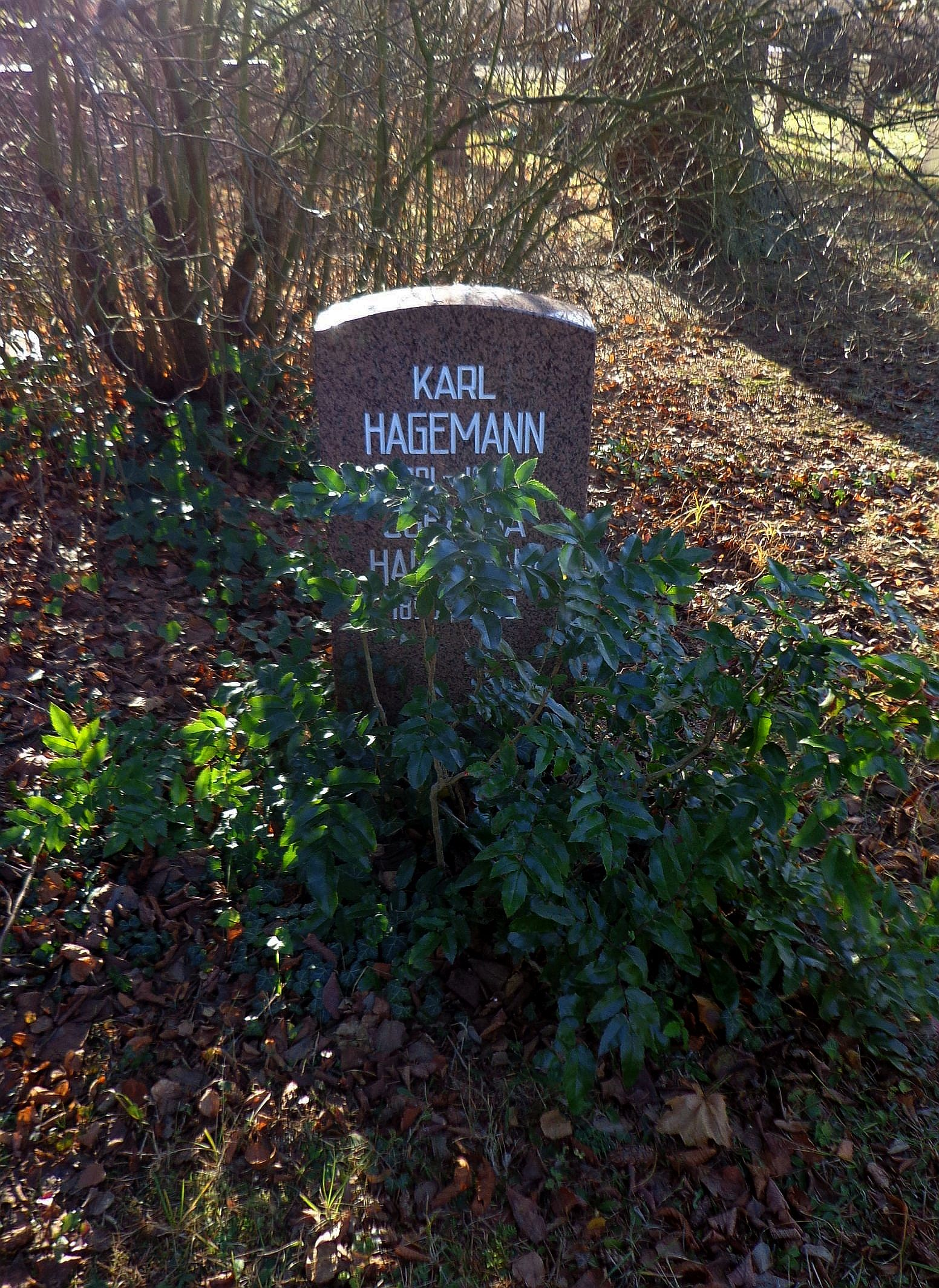
Grabstätte

Nach der Machtübernahme der Nationalsozialisten unterstützte Hagemann die KPD auch in der Illegalität und leistete 1943/44 illegale politische Arbeit in der Gruppe Schmidt-Sas und 1944/45 in der Gruppe Riemenschneider in Berlin.
Von September 1945 bis Juni 1956 wirkte Hagemann als Hauptdirektor des Volk und Wissen Verlages. Im Jahr 1946 wurde er Mitglied der SED. Von 1950 bis 1954 war er Mitglied des Vorstandes des Börsenvereins der Deutschen Buchhändler. Von 1956 bis 1960 war Hagemann stellvertretender Minister für Kultur und unter anderem zuständig für das Verlagswesen und die Buchproduktion. Hagemann trat entschieden dafür ein, die Zensur aufzuheben, musste sich aber später vor der Partei von seinen „Fehlern“ distanzieren.
Im Jahr 1961 ging er in den Ruhestand und wurde Ehrenpensionär des Ministerrats der DDR. Seine Urne wurde in der Grabanlage Pergolenweg des Berliner Zentralfriedhofs Friedrichsfelde beigesetzt.

## Auszeichnungen
- Nationalpreis II. Klasse für Wissenschaft und Technik für die Schaffung neuer vorbildlicher Schulbücher (Kollektiv, 1950)
- Vaterländischer Verdienstorden in Gold (1971)
- Banner der Arbeit